# Forêt classée de Gorou Bassounga
 (avril 2024).
La forêt classée de Gorou Bassounga est une aire protégée du Niger. Elle est située dans le département de Gaya, région de Dosso.

## Historique
La forêt classée de Gorou Bassounga a été classée par le gouvernement général de l’Afrique-Occidentale française (par arrêté n°3178/SE/F 
du 16 novembre 1937).

## Situation géographique

### Localisation
Elle couvre une superficie de 9 970 ha, dans le département de Gaya.

### Flore
Sa flore est riche d’au moins 95 espèces, appartenant à 82 genres et 37 familles dont les Poaceae et les Fabaceae concentrent le plus grand nombre d’espèces.